# Dottikon
Dottikon é uma comuna da Suíça, no Cantão Argóvia, com cerca de 3.094 habitantes. Estende-se por uma área de 3,89 km², de densidade populacional de 795 hab/km². Confina com as seguintes comunas: Hägglingen, Hendschiken, Othmarsingen, Villmergen, Wohlen.
A língua oficial nesta comuna é o Alemão.